# IX típusú német tengeralattjáró
A IX típusú német tengeralattjárót Németország tervezte 1935 és 1936 között egy nagy hatótávolságú tengeralattjáróként.
A IX típusnak 6 torpedóvetőcsöve volt, négy előre és kettő hátra nézett. Összesen 22 torpedót tudott szállítani. Az aknarakó változata 44 db TMA, vagy 66 db TMB típusú aknát tudott szállítani.

## IXA típus
8 darab IXA típusú tengeralattjárót épített a brémai Weser AG: U–37, U–38, U–39, U–40, U–41, U–42, U–43, U–44.
Általános jellemzők:
- Vízkiszorítás: felszínen 1032 tonna, lemerülve 1152 tonna
- Hosszúság: 76,6 m
- Szélesség: 6,5 m
- Merülési mélység: 4,7 m
- Magasság: 9,4 m
- Meghajtás: dízel/elektromos 2 darab MAN M9V40/46 kompresszoros 9 hengeres dízelmotor, 4400 LE (3,300kW), 2 darab SSW GU345/34 elektromos motor, 1000 LE (740 kW)
- Sebesség: felszínen 18,2 csomó (34 km/h), lemerülve 7,7 csomó (14 km/h)
- Hatótávolság: felszínen 19 425 km 10 csomós (19 km/h) sebességnél, lemerülve 144 km 4 csomós (7 km/h) sebességnél
- Torpedóvető csövek: 6 db 53,3 cm-es, ebből 4 elöl, 2 hátul
- Fedélzeti ágyú: Utof 105/45
- Személyzet: 48-56 fő
- Maximális merülési mélység: 230 m

## IXB típus
A IXB típusnak megnövelték hatótávolságát. Néhány IXB-nek az USA partjainál és Freetown közelében volt a működési területe.
14 darab IXB típusú tengeralattjárót épített a brémai Weser AG: U–64, U–65, U–103, U–104, U–105, U–106, U–107, U–108, U–109, U–110, U–111, U–122, U–123, U–124.
Általános jellemzők:
- Vízkiszorítás: felszínen 1051 tonna, lemerülve 1178 tonna
- Hosszúság: 76,5 m
- Szélesség: 6,8 m
- Merülési mélység: 4,7 m
- Magasság: 9,6 m
- Meghajtás: dízel/elektromos 2 darab MAN M9V40/46 kompresszoros 9 hengeres dízelmotor, 4400 LE (3,300kW), 2 darab SSW GU345/34 elektromos motor, 1000 LE (740 kW)
- Sebesség: felszínen 18,2 csomó (33,7 km/h), lemerülve 7,3 csomó (13,5 km/h)
- Hatótávolság: felszínen 22 200 km 10 csomós (19 km/h) sebességnél, lemerülve 118 km 4 csomós (7 km/h) sebességnél
- Torpedóvető csövek: 6 db 53,3 cm-es, ebből 4 elöl, 2 hátul
- Fedélzeti ágyú: Utof 105/45
- Személyzet: 48-56 fő
- Maximális merülési mélység: 230 m

## IXC típus
A IXC típus 43 tonna üzemanyagot tudott szállítani, így megnőtt a hatótávolsága. Két periszkópja volt. Aknatelepítő változata 44 darab TMA, vagy 66 TMB típusú aknát tudott szállítani.
Összesen 50 darab IXC típusú tengeralattjáró épült, ezeket a brémai Weser AG és a Seebeckwerft, valamint a hamburgi Deutsche Werft (Német Hajógyár) gyártotta: U–66, U–67,  U–68, U–125, U–126, U–127, U–128, U–129, U–130, U–131, U–153, U–154, U–155, U–156, U–157, U–158, U–159, U–160, U–161, U–162, U–163, U–164, U–165, U–166, U–171, U–172, U–173, U–174, U–175, U–176, U–501, U–502, U–503, U–504, U–505, U–506, U–507, U–508, U–509, U–510, U–511, U–512, U–513, U–514, U–515, U–516, U–517, U–518, U–519, U–520, U–521, U–522, U–523, U–524, U–533.
Az U–505-öt a chicagói Tudományi és Ipari Múzeumban állították ki.
Általános jellemzők:
- Vízkiszorítás: felszínen 1120 t, lemerülve 1232 t
- Hosszúság: 76,8 m
- Szélesség: 6,8 m
- Merülési mélység: 4,7 m
- Magasság: 9,4 m
- Meghajtás: dízel/elektromos 2 darab MAN M9V40/46 kompresszoros 9 hengeres dízelmotor, 4400 LE (3300 kW), 2 darab SSW GU345/34 elektromos motor, 1000 LE (740 kW)
- Sebesség: felszínen 18,3 csomó (34 km/h), lemerülve 7,3 csomó (13,5 km/h)
- Hatótávolság: felszínen 24 880 km 10 csomós (19 km/h) sebességnél, lemerülve 117 km 4 csomós (7 km/h) sebességnél
- Torpedóvető csövek: 6 db 53,3 cm-es, ebből 4 elöl, 2 hátul
- Fedélzeti ágyú: Utof 105/45
- Személyzet: 48-56 fő
- Maximális merülési mélység: 230 m

## IXC/40 típus
A IXC/40 típus megnövelt sebességgel és hatótávolsággal rendelkezett.
Összesen 50 darab IXC típusú tengeralattjáró épült, ezeket a brémai Weser AG és a Seebeckwerft, valamint a hamburgi Deutsche Werft gyártotta: U–167, U–168, U–169, U–170, U–183, U–184, U–185, U–186, U–187, U–188, U–189, U–190, U–191, U–192, U–193, U–194, U–525, U–526, U–527, U–528, U–529, U–530, U–531, U–532, U–533, U–534, U–535, U–536, U–537, U–538, U–539, U–540, U–541, U–542, U–543, U–544, U–545, U–546, U–547, U–548, U–549, U–550, U–801, U–802, U–803, U–804, U–805, U–806, U–841, U–842, U–843, U–844, U–845, U–846, U–853, U–854, U–855, U–856, U–857, U–858, U–865, U–866, U–867, U–868, U–869, U–870, U–877, U–878, U–879, U–880, U–881, U–889, U–1221, U–1222, U–1223, U–1224, U–1225, U–1226, U–1227, U–1228, U–1229, U–1230, U–1231, U–1232, U–1233, U–1234, U–1235.
Általános jellemzők:
- Vízkiszorítás: felszínen 1120 t, lemerülve 1232 t
- Hosszúság: 76,8 m
- Szélesség: 6,9 m
- Merülési mélység: 4,7 m
- Magasság: 9,6 m
- Meghajtás: dízel/elektromos 2 darab MAN M9V40/46 kompresszoros 9 hengeres dízelmotor, 4400 LE (3300 kW), 2 darab SSW GU345/34 elektromos motor, 1000 LE (740 kW)
- Sebesség: felszínen 19 csomó (35 km/h), lemerülve 7,3 csomó (13,5 km/h)
- Hatótávolság: felszínen 25 620 km 10 csomós (19 km/h) sebességnél, lemerülve 117 km 4 csomós (7 km/h) sebességnél
- Torpedóvető csövek: 6 db 53,3 cm-es, ebből 4 elöl, 2 hátul
- Fedélzeti ágyú: Utof 105/45
- Személyzet: 48-56 fő
- Maximális merülési mélység: 230 m

## IXD típus
A IXD típus hosszabb és nehezebb volt a IXC/40 típusnál. IXD/42 típusnak is nevezik. 1943-ban és 1944-ben néhány IX-es típusú tengeralattjáróból kivették a torpedóvető csöveket, és átalakították szállításra. Így 252 tonna szállítmányt tudott vinni.
30 darab IXD típust gyártott a brémai Weser AG: U–177, U–178, U–179, U–180, U–181, U–182, U–195, U–196, U–197, U–198, U–199, U–200, U–847, U–848, U–849, U–850, U–851, U–852, U–859, U–860, U–861, U–862, U–863, U–864, U–871, U–872, U–873, U–874, U–875, U–876.
Általános jellemzők:
- Vízkiszorítás: felszínen 1610 t, lemerülve 1799 t
- Hosszúság: 87,6 m
- Szélesség: 7,5 m
- Merülési mélység: 5,4 m
- Magasság: 10,2 m
- Meghajtás: dízel/elektromos 2 darab MAN M9V40/46 kompresszoros 9 hengeres dízelmotor, 4400 LE (3300 kW), 2 darab SSW GU345/34 elektromos motor, 1000 LE (740 kW)
- Sebesség: felszínen 20,8 csomó (38,5 km/h), lemerülve 6,9 csomó (12,8 km/h)
- Hatótávolság: felszínen 23 600 km 10 csomós (19 km/h) sebességnél, lemerülve 115 km 4 csomós (7 km/h) sebességnél
- Torpedóvető csövek: 6 db 53,3 cm-es, ebből 4 elöl, 2 hátrul
- Fedélzeti ágyú: Utof 105/45
- Személyzet: 55-63 fő
- Maximális merülési mélység: 230 m